# Kool Cut
Kool Cut, auch Coolcut, war ein deutsches Dance-Projekt, dessen einzige Single Gangster’s Paradise im Februar 1996 auf Platz 96 der deutschen Charts stand. Die Coverversion wurde von Raquel Gomez gesungen, die schon auf Intermissions Planet Love zu hören war. Das Lied stammt aus der Feder von Artis Ivey, der damit 1995 als Coolio einen weltweiten Nummer-eins-Hit hatte.